# Ерзинкян, Арамаис Арутюнович
Арамаис Арутюнович (Артемьевич) Ерзинкян (арм. Արամայիս Հարությունի Երզնկյան, 2 мая 1879, Ахпат, Кавказское наместничество — 1937) — российский революционер, партийный и государственный деятель, юрист. Член РСДРП с 1898 года. Министр труда в Правительстве Закавказской демократической федеративной республики

## Биография
Родился в семье настоятеля Ахпатского монастыря Арутюна Тер-Ерзинкяна. Учился в семинарии Нерсесян в Тифлисе, окончил юридический факультет Женевского университета (Швейцария).
Делегат с правом решающего голоса V съезда РСДРП в Лондоне (1907). В 1912 году был арестован.
С 1917 года на партийной, государственной, советской работе.
Сотрудничество Арамаиса Ерзнкяна с академиком архитектуры Александром Таманяном в трудные годы социалистического строительства 1930-х позволило осуществить грандиозные проекты перестройки Еревана, в частности, возвести здание Ереванской оперы и балета.